# En Esch

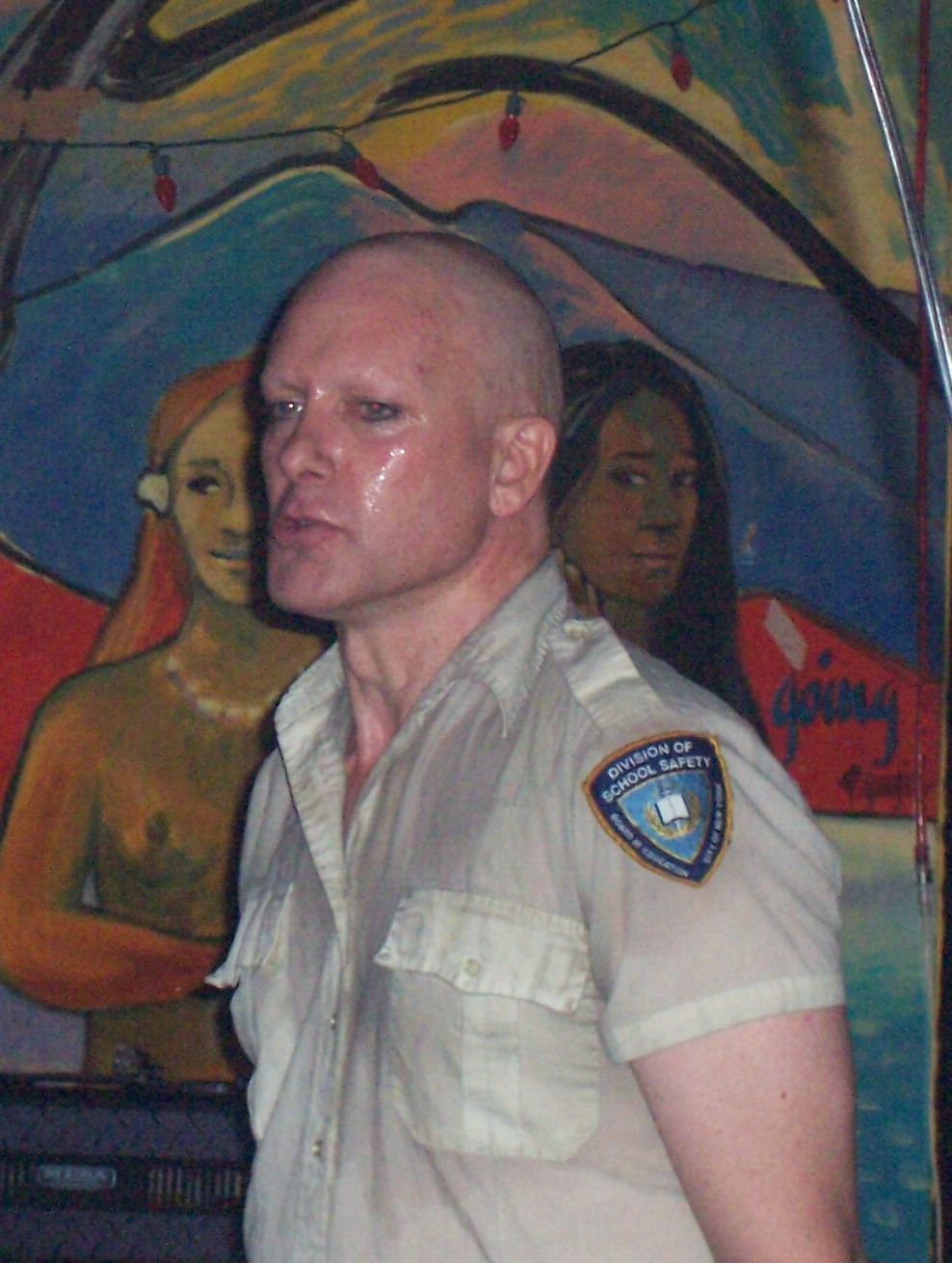
En Esch 2005

En Esch, eigentlich Klaus Schandelmaier (* 1968) ist ein deutscher Sänger, Percussionist, Multiinstrumentalist und Komponist im Industrial-Rock- und Crossover-Bereich, der sich vor allem in den USA einen Namen gemacht hat. Er ist als Sänger, Programmer, Schlagzeuger, Gitarrist, Producer und Pianist aktiv.

## Wirken
En Eschs musikalische Basis bildet seine solide Ausbildung zum Schlagzeuger. Ab Mitte der 1980er Jahre erlangte er mit der Industrial-Rock-Band KMFDM (Kein Mehrheit für die Mitleid) wachsenden Bekanntheitsgrad und war an Komposition und Produktion von 14 ihrer Alben und 20 Singles maßgeblich beteiligt.
1987 war er, gemeinsam mit Natias Neutert, Jacques Sehy and Udo Sturm, mit der stark beachteten musikalischen Performance Wenn Elefanten sich treffen, kommt einiges Gewicht zusammen bei dem Festival »Tage Neuer Musik« vom 22. Oktober bis 15. November an der Staatsoper Hamburg als Pianist zu Gast.
Am 22. Januar 1999 löste sich die KMFDM auf und gab mit Adios das bis dato letzte Album heraus. Anschließend gründete En Esch mit Guenter Schulz ein neues Projekt mit dem Namen Slick Idiot. Parallel dazu arbeitete er mit der Band Pigface, die er 2005 auf ihrer Tour begleitete. 2007 kam fälschlicherweise das Gerücht auf, er sei statt Till Lindemann der neue Sänger von Rammstein.
Seit 2007 arbeitet En Esch mit der deutschen Sängerin Mona Mur zusammen und veröffentlichte mit ihr zwei Alben. 2010 absolvierte er die Sucksess 2010 USA Tour in Phoenix, Arizona. 2013 entstand mit FM Einheit und Mona Mur ein weiteres Album. 2014 veröffentlichte er 21 Jahre nach Cheesy sein zweites Solo-Album Spänk.

## Diskografie (Auswahl)

### Solo
- 1993: Cheesy, Album
- 1993 Confidence, Singleauskopplung
- 2014: Spänk, Album
- 2016: Trash Chic, Album
- 2024: Dance Hall Putsch, Album

### Mit Mona Mur
- 2009: 120 Tage - The Fine Art of Beauty and Violence (Pale Music Int.)
- 2009: Producer, Gitarrist und Co-Sänger auf The Thin Red Line
- 2009: Visions & Lies, Candy Cane, and The Wound
- 2011: Do with me what you want (artoffact Records)
- 2020: Remixes (Vinyl, No Devotion Records)

### Einheit, Esch & Mur
- 2013: Terre Haute, Album

### Mit Pigface
- 1990: Gub
- 1991: Welcome to Mexico… Asshole
- 1992: Fook
- 1992: Washingmachine Mouth
- 1993: Truth Will Out
- 2003: Easy Listening
- 2007: Made In China

### Gastsänger/Programmer/
- 2003 More Machine than Man - Binary Sex
- 2003: Producer und Gastsänger auf WHY? and Tonight
- 2005: Nur Schwer Verbergen auf The Fragile Path - Worlds End (2005)
- 2007: Neuronomicon auf Ultra Vires
- 2007: Upright Figurine Sleeze, Slander, & Salute auf Atomic Bombs in a Scared World